# Perdita santaclarensis
Perdita santaclarensis är en biart som beskrevs av Timberlake 1956. Perdita santaclarensis ingår i släktet Perdita och familjen grävbin. Inga underarter finns listade i Catalogue of Life.